# قصيف
قصيف أو حِمْشِد (الاسم العلمي: Ruellia)، جنس نباتات مُزهرة من فصيلة الأقنثية. أنواعه عديدة. الاسم العلمي مُهدى إلى عالم الأعشاب الفرنسي جون رويل.